# 戴姆勒裝甲車
戴姆勒裝甲車是第二次世界大戰的一種很成功的英國裝甲車，並持續在各國軍隊服役到1950年代。此裝甲車是為偵察區域和聯系各部隊們的偵查情報而設計的。在二次世界大戰後，此種裝甲車也在一些國家作為維安車輛。
英國戴姆勒裝甲車在1950年代和1960年代出口到各個邦交國。直至2012年，仍有一些戴姆勒裝甲車在卡塔爾陸軍服役。

## 歷史
戴姆勒裝甲車是一種小型裝甲車，用於偵察和聯繫。其砲塔類似於Mark VII輕型坦克。像此裝甲偵查車，它結合了一些最先進的設計概念，被認為是第二次世界大戰最好的英國陸軍現代化設備之一。擁有95馬力的發動機在車輛後方通過液力傳動器連接到威爾遜預選式變速箱，然後通過傳動軸將動力傳輸到每個車輪。
此車輛的原型在1939年建成，但由於車輛的重量問題，使車輛的量產延誤到1941年。之後由戴姆勒公司量產了2,694輛裝甲車。
戴姆勒裝甲車有完全獨立的懸架和四輪驅動的系統。其堅固的車體和良好的可靠性使其成為偵察和護送工作的理想選擇。

## 流行文化

### 電子遊戲
- 《戰爭雷霆》
- 《應徵入伍》

## 參與的衝突
- 第二次世界大戰
- 朝鮮戰爭
- 越南戰爭
- 1948年阿拉伯 - 以色列戰爭
- 印度巴基斯坦戰爭
- 1971年錫蘭叛亂
- 斯里蘭卡內戰

## 使用國家
- 卡塔爾

## 曾經使用的國家
- 澳大利亞
- 比利時
- 加拿大
- 印度
- 以色列
- 馬來西亞
- 紐西蘭
- 波蘭
- 斯里蘭卡
- 英國